# Canton de La Trinité-Porhoët
Le canton de La Trinité-Porhoët est une ancienne division administrative française, située dans le département du Morbihan et la région Bretagne.

## Composition
Le canton de La Trinité-Porhoët regroupait les communes suivantes :
| Nom                            | Code Insee | Intercommunalité       | Superficie (km2) | Population (dernière pop. légale) | Densité (hab./km2) |
| ------------------------------ | ---------- | ---------------------- | ---------------- | --------------------------------- | ------------------ |
| La Trinité-Porhoët (chef-lieu) | 56257      | CC Ploërmel Communauté | 12,70            | 686 (2014)                        | 54                 |
| Évriguet                       | 56056      | CC Ploërmel Communauté | 4,98             | 169 (2014)                        | 34                 |
| Guilliers                      | 56080      | CC Ploërmel Communauté | 35,14            | 1 394 (2014)                      | 40                 |
| Ménéac                         | 56129      | CC Ploërmel Communauté | 68,22            | 1 572 (2014)                      | 23                 |
| Mohon                          | 56134      | CC Ploërmel Communauté | 37,83            | 1 010 (2014)                      | 27                 |
| Saint-Malo-des-Trois-Fontaines | 56227      | CC Ploërmel Communauté | 16,19            | 549 (2014)                        | 34                 |

## Histoire
- De 1833 à 1848, les cantons de La Trinité et de Mauron avaient le même conseiller général. Le nombre de conseillers généraux était limité à 30 par département[1].

## Représentation

### Conseillers généraux de 1833 à 2015
| Période | Période      | Identité                                                | Étiquette             | Qualité |
| ------- | ------------ | ------------------------------------------------------- | --------------------- | --- |
| 1833    | 1840         | Alexandre François Marie Noüel de La Touche (1795-1850) |                       | Maire de Saint-Brieuc-de-Mauron                                                                                           |
| 1840    | 1842 (décès) | Louis de Pommereul (1776-1842)                          |                       | Ancien officier supérieur (chef d'escadron de cavalerie) Propriétaire du château du Fresne, conseiller municipal de Néant |
| 1844    | 1845         | Comte Napoléon Marie de Nompère de Champagny            | Majorité dynastique   | Avocat, propriétaire à Loyat et à Broons-sur-Vilaine Député (1852-1870)                                                   |
| 1845    | 1848         | Adrien Désiré Jean-Baptiste Magon de la Balue           |                       | Receveur des finances Propriétaire à Néant                                                                                |
| 1848    | 1852         | Augustin Marie Gaudin                                   |                       | Propriétaire, professeur, maire de Mohon (1839-1845, 1848-1868)                                                           |
| 1852    | 1871         | Napoléon, Comte de Nompère de Champagny                 | Majorité dynastique   | Propriétaire du château de La Balluère (Ille-et-Vilaine) Député (1852-1870), maire de Loyat                               |
| 1871    | 1901         | Marquis Jules du Plessis de Grénédan                    | Royaliste légitimiste | Propriétaire à Ménéac Président du Conseil Général                                                                        |
| 1901    | 1907         | Joseph Jernigon (1856-1910)                             | Républicain           | Maire de Guilliers |
| 1907    | 1913         | Georges Le Norcy                                        |                       | Docteur en médecine à La Trinité-Porhoët                                                                                  |
| 1913    | 1919         | Emmanuel Perret                                         | Républicain           | Maire de Ménéac |
| 1919    | 1940         | Joseph Gastard                                          | Rad.                  | Commerçant Maire de Ménéac                                                                                                |
| 1940    | 1945         | vacant                                                  |                       | |
| 1945    | 1949         | Joseph Gastard                                          | Rad.                  | Commerçant Maire de Ménéac                                                                                                |
| 1949    | 1955         | Fernand Jarnigon (1905-1983)                            | Rad.                  | Négociant Maire de Guilliers (1935-1977)                                                                                  |
| 1955    | 1967         | Émile Bellamy (1911-1986)                               | Rad.                  | Cultivateur Maire de Ménéac                                                                                               |
| 1967    | 1992         | Jean Letournel (1931-2013)                              | RI puis RPR           | Directeur de scierie Maire de Guilliers (1977-2001)                                                                       |
| 1992    | 2000 (décès) | Bernard Perrachon                                       | DVD                   | Cadre d'entreprise Maire de Ménéac                                                                                        |
| 2000    | 2004         | Michel Oger                                             | RPR                   | Boucher puis chef d'entreprise Maire de Saint-Malo-des-Trois-Fontaines                                                    |
| 2004    | 2015         | Michel Pichard                                          | DVD                   | Agent général d'assurances Adjoint au maire de Ménéac Elu en 2015 dans le Canton de Ploërmel                              |

Un nouveau découpage territorial du Morbihan entre en vigueur à l'occasion des élections départementales de 2015. Il est défini par le décret du 21 février 2014, en application des lois du 17 mai 2013 (loi organique 2013-402 et loi 2013-403).

En vertu de ce nouveau découpage, le canton de La Trinité-Porhoët fusionne avec ceux de Josselin, Mauron et Ploërmel (auxquelles sont adjointes les communes de Lantillac et Monterrein) pour former le nouveau canton de Ploërmel, dont le bureau centralisateur est situé à Ploërmel.

### Conseillers d'arrondissement (de 1833 à 1940)
Le canton de La Trinité-Porhoët appartenait à l'arrondissement de Ploërmel jusqu'à sa disparition en 1926.
| Période                                  | Période          | Identité                          | Étiquette    | Qualité |
| ---------------------------------------- | ---------------- | --------------------------------- | ------------ | --- |
| 1833                                     | 1842             | Joseph Bouédo (1787-1868)         |              | Propriétaire, agriculteur, rentier, adjoint au maire de Guilliers                                           |
| 1842                                     | 1848             | Jean Marie Guillemaud (1792-1871) |              | Notaire à La Trinité-Porhoët                                                                                |
|                                          |                  |                                   |              | |
| 1877                                     | 1897 (décès)     | M. Le Marchand                    | Conservateur | |
| 1897                                     | 1902 (démission) | Sévère Auguste Louis Jules Girard | Républicain  | Notaire à Ménéac                                                                                            |
| 1902                                     | 1913             | Emmanuel Perret                   | Républicain  | Maire de Ménéac                                                                                             |
| 1913                                     | 1928             | Jean-Baptiste Prioux              | Radical      | Maire de Guilliers                                                                                          |
| 1928                                     | 1940             | Alphonse Rousseau                 | RG           | Maire de Guilliers                                                                                          |
| 1940                                     |                  |                                   |              | Les conseils d'arrondissement ont été suspendus par la loi du 12 octobre 1940 et n'ont jamais été réactivés |
| Les données manquantes sont à compléter. |                  |                                   |              | |

## Démographie
| 1962  | 1968  | 1975  | 1982  | 1990  | 1999  | 2006  | 2011  | 2012  |
| ----- | ----- | ----- | ----- | ----- | ----- | ----- | ----- | ----- |
| 7 929 | 7 413 | 6 541 | 6 136 | 5 630 | 5 305 | 5 454 | 5 358 | 5 358 |